# سیارک ۱۱۹۹۷
سیارک ۱۱۹۹۷ (به انگلیسی: 11997 Fassel، نامگذاری:1995YU9) یازده هزار و نهصد و نود و هفتمین سیارک کشف شده‌است که در ۱۸ دسامبر ۱۹۹۵ کشف شد.
قدر مطلق سیارک برابر ۲۲.۴ است.